# 破釜沉舟 (美国电视剧)
《破釜沉舟》（英語：Last Resort，又译：终极审判、核国风云），是一部由肖恩·瑞恩和卡尔·盖达塞克联合编剧并由索尼影业电视出品的的军事题材美国电视连续剧。本剧从2012年9月27日开始于每周四晚上8点（美国东部时间）在ABC上播出。
2012年11月16日，ABC宣布因为收视率的原因，《破釜沉舟》将在第一季结束之后被砍掉，不会再签约新的一季。

## 剧情
本剧发生在虚构的美国海军俄亥俄级科罗拉多号（SSBN-753）弹道导弹潜艇上，舰长马库斯·查普林（Marcus Chaplin）拒绝接受一封来自美国位于南极后备基地对巴基斯坦的核攻击指令，  并向国防部确认，但被革职。之后突然遭到袍泽弗吉尼亚级伊利诺伊号（SSN-786）攻击型核潜艇的攻击，并被美国军方通报为叛军。为了保命，被迫占领太平洋上的圣玛丽娜岛并宣布成为独立国，要求和美国政府交涉。之后意识到他们是在接收了从巴基斯坦紧急撤出的一支海豹突击队后才收到核攻击指令，而且新上任的国防部长也相当避忌这件事，究竟华盛顿发生了什么变故，这只海豹部队在巴基斯坦发生了什么事，这艘潜艇的成员，能否顺利摆脱困境，顺利回到祖国？

## 制作
- 制作人：马丁·坎贝尔/Martin Campbell；肖恩·赖安/Shawn Ryan
- 导演：马丁·坎贝尔/Martin Campbell；凯文·霍克斯/Kevin Hooks
- 副导演（助理）：Jamie Marshall；Lisa Meier
- 编剧：肖恩·赖安/Shawn Ryan
- 摄影：Ronn Schmidt
- 配乐：Robert Duncan
- 剪辑：Angela M. Catanzaro
- 选角导演：Rebecca Mangieri
- 艺术指导：James H. Spencer
- 美术设计：Gary Baugh
- 服装设计：Kathryn Morrison
- 布景师：Brenda Meyers-Ballard

## 演员

### 主要角色
- 安德魯·布瑞格 飾 馬可斯·查普林，美國海軍上校艦長
- 斯科特·斯比德曼 飾 山姆·肯達爾，美國海軍少校副艦長
- 黛西·貝茲 飾 葛芮絲·謝波登 ，美國海軍上尉潛艇領航員，亞瑟·謝波登少將(查普林多年的好友)的女兒
- 罗伯特·帕特里克 飾 瑟夫·波瑟，美國海軍指揮軍士長（英语：Command Master Chief Petty Officer） , 科羅拉多號潜艇水手长 (COB)
- 卡蜜兒·迪·帕茲 飾 Sophie Girard, 北大西洋公约组织工作站通訊技術員
- 迪辰·拉克曼 飾 Tani Tumrenjack, 聖瑪麗娜島酒吧老闆
- 丹尼爾·利辛 飾 詹姆士·金，上士,美國海軍海豹部隊
- Sahr Ngaujah 飾 Julian Serrat, 聖瑪莉娜島上的獨裁統治者
- Autumn Reeser 飾 Kylie Sinclair, 在華盛頓擔任自家軍火商的政治說客
- 洁西·斯克拉姆 飾 克莉絲汀·肯達爾 , 山姆·肯達爾少校（英语：Lieutenant commander (United States)）的妻子

### 其他角色
- Michael Ng 飾 卡梅倫皮特，声呐三級軍士長（英语：Chief Petty Officer (United States)）
- Jessica Camacho 飾 皮拉爾·科爾特斯，上士，潛伏在科羅拉多號的特工
- Will Rothhaar 飾 喬許·布蘭南，中士，查普林艦長在叛變成員中的眼線
- Daniel Bess 飾 克里斯·卡希爾，上尉通訊官
- Michael Mosley 飾  哈爾·安德斯，二級軍士長
- Michael King 飾  凱文·霍克斯，中士
- Omid Abtahi 飾 奈傑爾，北大西洋公约组织工作站監控技術員
- Bruce Davison 飾 亞瑟·謝波登，美國海軍少將，葛芮絲的父親
- Jay Karnes, initially introduced 飾 威廉·庫里，國防部副部長（後晉升為國防部長）
- Ernie Hudson 飾 康拉德比爾，美國眾議院議長代表
- Jay Hernandez 飾 保羅·韋爾斯，美國政府的律師
- Gideon Emery 飾 CIA operative Booth
- David Rees Snell 飾 巴里·霍普，中士，美國海軍海豹部隊，在巴基斯坦執行任務時被下令栽贓巴基斯坦
- 黃經漢 飾 鄭敏，中國特使
- Michael Gaston 飾 Bennett Sinclair, Kylie的父親

## 剧集
| 季度 | 季度 | 集数 | 首播          | 首播          | DVD发布时间 | DVD发布时间  | DVD发布时间 |
| 季度 | 季度 | 集数 | 开始时间      | 结束时间      | 一区        | 二区         | 二区        |
| ---- | ---- | ---- | ------------- | ------------- | ----------- | ------------ | ----------- |
|      | 1    | 13   | 2012年9月27日 | 2013年1月24日 | TBA         | 2013年7月1日 | TBA         |

### 每集列表
| 集 | 標題                           | 導演                  | 編劇                           | 播出時間       | 美國收視率 （百萬人） |
| -- | ------------------------------ | --------------------- | ------------------------------ | -------------- | --------------------- |
| 1  | Captain                        | Martin Campbell       | Karl Gajdusek 和 Shawn Ryan    | 2012年9月27日  | 9.31                  |
| 2  | Blue on Blue                   | Kevin Hooks           | Karl Gajdusek                  | 2012年10月4日  | 8.00                  |
| 3  | Eight Bells                    | Michael Offer         | Eileen Myers                   | 2012年10月11日 | 6.89                  |
| 4  | Voluntold                      | Steven DePaul         | Patrick Massett 和 John Zinman | 2012年10月18日 | 7.06                  |
| 5  | Skeleton Crew                  | Michael Offer         | David Wiener                   | 2012年10月25日 | 6.53                  |
| 6  | Another Fine Navy Day          | Christopher Misiano   | Ron Fitzgerald                 | 2012年11月8日  | 5.98                  |
| 7  | Nuke It Out                    | Michael Offer         | Nick Antosca 和 Ned Vizzini    | 2012年11月15日 | 5.68                  |
| 8  | Big Chicken Dinner             | Gwyneth Horder-Payton | Julie Siege                    | 2012年11月29日 | 5.20                  |
| 9  | Cinderella Liberty             | Lesli Linka Glatter   | Morenike Balogun               | 2012年12月6日  | 5.44                  |
| 10 | Blue Water                     | Billy Gierhart        | Eileen Myers 和 Julie Siege    | 2012年12月13日 | 4.94                  |
| 11 | Damn the Torpedoes             | Clark Johnson         | Patrick Massett 和 John Zinman | 2013年1月10日  | 5.81                  |
| 12 | The Pointy End of the Spear    | Paris Barclay         | Ron Fitzgerald                 | 2013年1月17日  | 5.07                  |
| 13 | Controlled Flight Into Terrain | Michael Offer         | Karl Gajdusek 和 David Wiener  | 2013年1月24日  | 5.48                  |

## 备注
1. ↑  2008年，美国海军签下一份建造合同，用于建造一艘弗吉尼亚级攻击型核潜艇，该艇被命名为USS Colorado (SSN-788)号。官方命名仪式在2012年4月举行。[4]